# Glyptotendipes unacus
Glyptotendipes unacus är en tvåvingeart som beskrevs av Henry Keith Townes, Jr. 1945. Glyptotendipes unacus ingår i släktet Glyptotendipes och familjen fjädermyggor.
Artens utbredningsområde är Québec. Inga underarter finns listade i Catalogue of Life.